# Ferdinand II der Beide Siciliën
Ferdinand Karel Maria (Palermo, 12 januari 1810 - Caserta, 22 mei 1859), bijgenaamd koning Bomba, was van 8 november 1830 tot zijn dood als Ferdinand II koning van de Beide Siciliën.

## Personalia
Hij was de zoon van Frans I der Beide Siciliën uit het Huis Bourbon en diens tweede vrouw Maria Isabella van Spanje. Ferdinand trouwde een eerste maal op 21 november 1832 met Maria Christina van Savoye, dochter van Victor Emanuel I van Sardinië. Uit dit huwelijk werd de troonopvolger Frans Maria Leopold geboren. Zijn tweede huwelijk was met Theresia van Oostenrijk, dochter van aartshertog Karel van Oostenrijk-Teschen. Theresia baarde hem twaalf kinderen.
In zijn jeugd werden Ferdinand liberale ideeën toegeschreven en was hij vrij populair. Door zijn jovialiteit was hij vooral bij de lazzaroni (leden van de laagste klasse) zeer geliefd. Toen hij in 1830 zijn vader opvolgde, beloofde hij hoge prioriteit te geven aan de neutraliteit van het rechtssysteem, de financiën te hervormen en van elke gelegenheid gebruik te maken om de schade die het koninkrijk in het verleden had opgelopen te herstellen. Het bleken echter ijdele beloftes, alleen gedaan om de onvrede te sussen. Hoewel Ferdinand de economische ontwikkeling van het koninkrijk enigszins stimuleerde werd de hoge belasting slechts een weinig verlaagd, tierde de corruptie nog steeds welig en was hij een nog autoritairder absoluut vorst dan zijn voorgangers die veel mensen willekeurig liet arresteren. De koning was scherpzinnig en sluw, maar slecht opgeleid, zeer bijgelovig en in het bezit van een buitengewoon zelfvertrouwen. Hij hield zijn koninkrijk redelijk efficiënt draaiende, was een patriot die geen buitenlandse inmenging duldde en liet zich weinig aan het welvaren van zijn onderdanen gelegen liggen.

## Siciliaanse opstand
In januari 1848 brak er op Sicilië een opstand uit die revoluties in geheel Italië en Europa uitlokte. Er volgde ook een opstand in Napels, waarop Ferdinand een grondwet toestond. Er ontstond echter een meningsverschil over de aard van de eed die leden van het huis van afgevaardigden moesten afleggen en noch de koning noch de afgevaardigden wilden een strobreed toegeven. Op 15 mei braken daardoor in Napels ernstige ongeregeldheden uit en de koning gebruikte deze als excuus om zijn belofte in te trekken. Op 13 maart 1849 schafte hij het parlement af.
Intussen scheidde Sicilië zich af onder leiding van Ruggero Settimo, een voormalige marineofficier: het was het koninkrijk Sicilië (1848-1849), een koninkrijk zonder monarch evenwel. Na 16 maanden onafhankelijkheid heroverde generaal Carlo Filangieri, prins van Satriano, het eiland. De belangrijkste steden werden gebombardeerd: vanwege het gruwelijke bombardement van Messina kreeg Ferdinand de bijnaam Koning Bomba. Na de algemene reactie in Italië haastte hij zich de grondwet volledig af te schaffen.
In die periode verschafte hij de gevluchte paus Pius IX onderdak in Gaeta. Toen het nieuws van de Oostenrijkse overwinning bij Novara in maart 1849 hem bereikte besloot hij terug te keren naar een reactionair beleid.

## Laatste jaren
Gedurende de laatste jaren van zijn regering maakten spionage en willekeurige arrestaties alle serieuze manifestaties van onvrede onmogelijk. Zijn vroegere ministers liet de koning voor zijn ogen als galeislaven werken en van het geconfisqueerde vermogen van gevangenen verrijkte hij zichzelf.
Op voorstel van Sardinië trachtten Frankrijk en Engeland in 1856 op het Congres van Parijs Ferdinand van beleid te doen veranderen, maar die was tegen elke inmenging in zijn binnenlandse politiek en alle diplomatieke contacten met Napels werden verbroken. De ingeslagen richting werd versterkt door verschillende opstanden en een poging hem te doden op 8 december 1856 door Agesilao Milano. Uiteindelijk trok hij zich terug naar Caserta en liet Napels onder oorlogstoestand achter. Hij stierf op 22 mei 1859 en werd opgevolgd door zijn zoon Frans II.

## Kinderen
Maria Christina schonk Ferdinand een zoon:
- Frans Maria Leopold (1836-1894), trouwde met Marie Sophie Amalie in Beieren (een jongere zus van de Oostenrijkse keizerin Elisabeth)

Uit het huwelijk van Ferdinand en Theresia werden twaalf kinderen geboren:
- Lodewijk (1838-1886), gehuwd met hertogin Mathilde in Beieren (een jongere zus van de Oostenrijkse keizerin Elisabeth en Marie Sophie Amalie in Beieren)
- Albert (1839-1844)
- Alfons (1841-1934), gehuwd met prinses Maria Antonia van Bourbon-Sicilië (een kleindochter in mannelijke lijn van koning Frans I der Beide Siciliën)
- Maria Annunciata (1843-1871), gehuwd met aartshertog Karel Lodewijk van Oostenrijk
- Maria Immaculata (1844-1899), gehuwd met aartshertog Karel Salvator van Oostenrijk
- Cajetaan (1846-1871), gehuwd met infante Maria Isabella van Spanje (dochter van koningin Isabella II van Spanje)
- Jozef (1848-1851)
- Maria Pia (1849-1882), gehuwd met hertog Robert I van Parma
- Vincent (1851-1854)
- Pascal (1852-1904), morganatisch gehuwd met Blanche de Marconnay
- Maria Louise (1855-1874), gehuwd met prins Hendrik van Parma (zoon van hertog Karel III van Parma)
- Januarius (1857-1867)

## Kwartierstaat
| Frans I Stefan van Lotharingen (1708–1765)       | Frans I Stefan van Lotharingen (1708–1765)       | Frans I Stefan van Lotharingen (1708–1765)       | Frans I Stefan van Lotharingen (1708–1765)       | Frans I Stefan van Lotharingen (1708–1765)       | Frans I Stefan van Lotharingen (1708–1765)       |                                           |                                           | Maria Theresia van Oostenrijk (1717-1780)       | Maria Theresia van Oostenrijk (1717-1780)       | Maria Theresia van Oostenrijk (1717-1780)       | Maria Theresia van Oostenrijk (1717-1780)       | Maria Theresia van Oostenrijk (1717-1780)       | Maria Theresia van Oostenrijk (1717-1780)       |                                        |                                        | Karel III van Spanje (1716-1788)            | Karel III van Spanje (1716-1788)            | Karel III van Spanje (1716-1788)            | Karel III van Spanje (1716-1788)            | Karel III van Spanje (1716-1788)            | Karel III van Spanje (1716-1788)            |  |  | Maria Amalia van Saksen (1724-1760)            | Maria Amalia van Saksen (1724-1760)            | Maria Amalia van Saksen (1724-1760)            | Maria Amalia van Saksen (1724-1760)            | Maria Amalia van Saksen (1724-1760)            | Maria Amalia van Saksen (1724-1760)            |                                 |                                 | Filips van Parma (1720-1765)                  | Filips van Parma (1720-1765)                  | Filips van Parma (1720-1765)                  | Filips van Parma (1720-1765)                  | Filips van Parma (1720-1765)                  | Filips van Parma (1720-1765)                  |                                    |                                    | Louise Elisabeth van Frankrijk (1727-1759) | Louise Elisabeth van Frankrijk (1727-1759) | Louise Elisabeth van Frankrijk (1727-1759) | Louise Elisabeth van Frankrijk (1727-1759) | Louise Elisabeth van Frankrijk (1727-1759) | Louise Elisabeth van Frankrijk (1727-1759) |  |  |                      |                      |                      |                      |                      |                      |
| Frans I Stefan van Lotharingen (1708–1765)       | Frans I Stefan van Lotharingen (1708–1765)       | Frans I Stefan van Lotharingen (1708–1765)       | Frans I Stefan van Lotharingen (1708–1765)       | Frans I Stefan van Lotharingen (1708–1765)       | Frans I Stefan van Lotharingen (1708–1765)       |                                           |                                           | Maria Theresia van Oostenrijk (1717-1780)       | Maria Theresia van Oostenrijk (1717-1780)       | Maria Theresia van Oostenrijk (1717-1780)       | Maria Theresia van Oostenrijk (1717-1780)       | Maria Theresia van Oostenrijk (1717-1780)       | Maria Theresia van Oostenrijk (1717-1780)       |                                        |                                        | Karel III van Spanje (1716-1788)            | Karel III van Spanje (1716-1788)            | Karel III van Spanje (1716-1788)            | Karel III van Spanje (1716-1788)            | Karel III van Spanje (1716-1788)            | Karel III van Spanje (1716-1788)            |  |  | Maria Amalia van Saksen (1724-1760)            | Maria Amalia van Saksen (1724-1760)            | Maria Amalia van Saksen (1724-1760)            | Maria Amalia van Saksen (1724-1760)            | Maria Amalia van Saksen (1724-1760)            | Maria Amalia van Saksen (1724-1760)            |                                 |                                 | Filips van Parma (1720-1765)                  | Filips van Parma (1720-1765)                  | Filips van Parma (1720-1765)                  | Filips van Parma (1720-1765)                  | Filips van Parma (1720-1765)                  | Filips van Parma (1720-1765)                  |                                    |                                    | Louise Elisabeth van Frankrijk (1727-1759) | Louise Elisabeth van Frankrijk (1727-1759) | Louise Elisabeth van Frankrijk (1727-1759) | Louise Elisabeth van Frankrijk (1727-1759) | Louise Elisabeth van Frankrijk (1727-1759) | Louise Elisabeth van Frankrijk (1727-1759) |  |  |                      |                      |                      |                      |                      |                      |
|                                                  |                                                  |                                                  |                                                  |                                                  |                                                  |                                           |                                           |                                                 |                                                 |                                                 |                                                 |                                                 |                                                 |                                        |                                        |                                             |                                             |                                             |                                             |                                             |                                             |  |  |                                                |                                                |                                                |                                                |                                                |                                                |                                 |                                 |                                               |                                               |                                               |                                               |                                               |                                               |                                    |                                    |                                            |                                            |                                            |                                            |                                            |                                            |  |  |                      |                      |                      |                      |                      |                      |
|                                                  |                                                  |                                                  |                                                  |                                                  |                                                  |                                           |                                           |                                                 |                                                 |                                                 |                                                 |                                                 |                                                 |                                        |                                        |                                             |                                             |                                             |                                             |                                             |                                             |  |  |                                                |                                                |                                                |                                                |                                                |                                                |                                 |                                 |                                               |                                               |                                               |                                               |                                               |                                               |                                    |                                    |                                            |                                            |                                            |                                            |                                            |                                            |  |  |                      |                      |                      |                      |                      |                      |
|                                                  |                                                  |                                                  |                                                  | Maria Carolina van Oostenrijk (1752-1814)        | Maria Carolina van Oostenrijk (1752-1814)        | Maria Carolina van Oostenrijk (1752-1814) | Maria Carolina van Oostenrijk (1752-1814) | Maria Carolina van Oostenrijk (1752-1814)       | Maria Carolina van Oostenrijk (1752-1814)       |                                                 |                                                 |                                                 |                                                 |                                        |                                        | Ferdinand I der Beide Siciliën (1751-1825)  | Ferdinand I der Beide Siciliën (1751-1825)  | Ferdinand I der Beide Siciliën (1751-1825)  | Ferdinand I der Beide Siciliën (1751-1825)  | Ferdinand I der Beide Siciliën (1751-1825)  | Ferdinand I der Beide Siciliën (1751-1825)  |  |  |                                                |                                                | Karel IV van Spanje (1748-1819)                | Karel IV van Spanje (1748-1819)                | Karel IV van Spanje (1748-1819)                | Karel IV van Spanje (1748-1819)                | Karel IV van Spanje (1748-1819) | Karel IV van Spanje (1748-1819) |                                               |                                               |                                               |                                               |                                               |                                               | Maria Louisa van Parma (1751-1819) | Maria Louisa van Parma (1751-1819) | Maria Louisa van Parma (1751-1819)         | Maria Louisa van Parma (1751-1819)         | Maria Louisa van Parma (1751-1819)         | Maria Louisa van Parma (1751-1819)         |                                            |                                            |  |  |                      |                      |                      |                      |                      |                      |
|                                                  |                                                  |                                                  |                                                  | Maria Carolina van Oostenrijk (1752-1814)        | Maria Carolina van Oostenrijk (1752-1814)        | Maria Carolina van Oostenrijk (1752-1814) | Maria Carolina van Oostenrijk (1752-1814) | Maria Carolina van Oostenrijk (1752-1814)       | Maria Carolina van Oostenrijk (1752-1814)       |                                                 |                                                 |                                                 |                                                 |                                        |                                        | Ferdinand I der Beide Siciliën (1751-1825)  | Ferdinand I der Beide Siciliën (1751-1825)  | Ferdinand I der Beide Siciliën (1751-1825)  | Ferdinand I der Beide Siciliën (1751-1825)  | Ferdinand I der Beide Siciliën (1751-1825)  | Ferdinand I der Beide Siciliën (1751-1825)  |  |  |                                                |                                                | Karel IV van Spanje (1748-1819)                | Karel IV van Spanje (1748-1819)                | Karel IV van Spanje (1748-1819)                | Karel IV van Spanje (1748-1819)                | Karel IV van Spanje (1748-1819) | Karel IV van Spanje (1748-1819) |                                               |                                               |                                               |                                               |                                               |                                               | Maria Louisa van Parma (1751-1819) | Maria Louisa van Parma (1751-1819) | Maria Louisa van Parma (1751-1819)         | Maria Louisa van Parma (1751-1819)         | Maria Louisa van Parma (1751-1819)         | Maria Louisa van Parma (1751-1819)         |                                            |                                            |  |  |                      |                      |                      |                      |                      |                      |
|                                                  |                                                  |                                                  |                                                  |                                                  |                                                  |                                           |                                           |                                                 |                                                 | Frans I der Beide Siciliën (1777-1830)          | Frans I der Beide Siciliën (1777-1830)          | Frans I der Beide Siciliën (1777-1830)          | Frans I der Beide Siciliën (1777-1830)          | Frans I der Beide Siciliën (1777-1830) | Frans I der Beide Siciliën (1777-1830) |                                             |                                             |                                             |                                             |                                             |                                             |  |  |                                                |                                                |                                                |                                                |                                                |                                                |                                 |                                 | Maria Isabella van Bourbon (1789-1848)        | Maria Isabella van Bourbon (1789-1848)        | Maria Isabella van Bourbon (1789-1848)        | Maria Isabella van Bourbon (1789-1848)        | Maria Isabella van Bourbon (1789-1848)        | Maria Isabella van Bourbon (1789-1848)        |                                    |                                    |                                            |                                            |                                            |                                            |                                            |                                            |  |  |                      |                      |                      |                      |                      |                      |
|                                                  |                                                  |                                                  |                                                  |                                                  |                                                  |                                           |                                           |                                                 |                                                 | Frans I der Beide Siciliën (1777-1830)          | Frans I der Beide Siciliën (1777-1830)          | Frans I der Beide Siciliën (1777-1830)          | Frans I der Beide Siciliën (1777-1830)          | Frans I der Beide Siciliën (1777-1830) | Frans I der Beide Siciliën (1777-1830) |                                             |                                             |                                             |                                             |                                             |                                             |  |  |                                                |                                                |                                                |                                                |                                                |                                                |                                 |                                 | Maria Isabella van Bourbon (1789-1848)        | Maria Isabella van Bourbon (1789-1848)        | Maria Isabella van Bourbon (1789-1848)        | Maria Isabella van Bourbon (1789-1848)        | Maria Isabella van Bourbon (1789-1848)        | Maria Isabella van Bourbon (1789-1848)        |                                    |                                    |                                            |                                            |                                            |                                            |                                            |                                            |  |  |                      |                      |                      |                      |                      |                      |
|                                                  |                                                  |                                                  |                                                  |                                                  |                                                  |                                           |                                           |                                                 |                                                 |                                                 |                                                 |                                                 |                                                 |                                        |                                        |                                             |                                             |                                             |                                             |                                             |                                             |  |  |                                                |                                                |                                                |                                                |                                                |                                                |                                 |                                 |                                               |                                               |                                               |                                               |                                               |                                               |                                    |                                    |                                            |                                            |                                            |                                            |                                            |                                            |  |  |                      |                      |                      |                      |                      |                      |
|                                                  |                                                  |                                                  |                                                  |                                                  |                                                  |                                           |                                           |                                                 |                                                 |                                                 |                                                 |                                                 |                                                 |                                        |                                        |                                             |                                             |                                             |                                             |                                             |                                             |  |  |                                                |                                                |                                                |                                                |                                                |                                                |                                 |                                 |                                               |                                               |                                               |                                               |                                               |                                               |                                    |                                    |                                            |                                            |                                            |                                            |                                            |                                            |  |  |                      |                      |                      |                      |                      |                      |
| Louise Charlotte van Bourbon-Sicilië (1804-1844) | Louise Charlotte van Bourbon-Sicilië (1804-1844) | Louise Charlotte van Bourbon-Sicilië (1804-1844) | Louise Charlotte van Bourbon-Sicilië (1804-1844) | Louise Charlotte van Bourbon-Sicilië (1804-1844) | Louise Charlotte van Bourbon-Sicilië (1804-1844) |                                           |                                           | Maria Christina van Bourbon-Sicilië (1806-1878) | Maria Christina van Bourbon-Sicilië (1806-1878) | Maria Christina van Bourbon-Sicilië (1806-1878) | Maria Christina van Bourbon-Sicilië (1806-1878) | Maria Christina van Bourbon-Sicilië (1806-1878) | Maria Christina van Bourbon-Sicilië (1806-1878) |                                        |                                        | Ferdinand II der Beide Siciliën (1810-1859) | Ferdinand II der Beide Siciliën (1810-1859) | Ferdinand II der Beide Siciliën (1810-1859) | Ferdinand II der Beide Siciliën (1810-1859) | Ferdinand II der Beide Siciliën (1810-1859) | Ferdinand II der Beide Siciliën (1810-1859) |  |  | Leopold van Bourbon-Beide Siciliën (1814-1860) | Leopold van Bourbon-Beide Siciliën (1814-1860) | Leopold van Bourbon-Beide Siciliën (1814-1860) | Leopold van Bourbon-Beide Siciliën (1814-1860) | Leopold van Bourbon-Beide Siciliën (1814-1860) | Leopold van Bourbon-Beide Siciliën (1814-1860) |                                 |                                 | Maria Antonia van Bourbon-Sicilië (1814-1898) | Maria Antonia van Bourbon-Sicilië (1814-1898) | Maria Antonia van Bourbon-Sicilië (1814-1898) | Maria Antonia van Bourbon-Sicilië (1814-1898) | Maria Antonia van Bourbon-Sicilië (1814-1898) | Maria Antonia van Bourbon-Sicilië (1814-1898) |                                    |                                    | Theresia van Bourbon-Sicilië (1822-1889)   | Theresia van Bourbon-Sicilië (1822-1889)   | Theresia van Bourbon-Sicilië (1822-1889)   | Theresia van Bourbon-Sicilië (1822-1889)   | Theresia van Bourbon-Sicilië (1822-1889)   | Theresia van Bourbon-Sicilië (1822-1889)   |  |  | 4 broers en 2 zussen | 4 broers en 2 zussen | 4 broers en 2 zussen | 4 broers en 2 zussen | 4 broers en 2 zussen | 4 broers en 2 zussen |